# Arizona City
Arizona City è un census-designated place (CDP) degli Stati Uniti d'America della contea di Pinal nello Stato dell'Arizona. La popolazione era di 10.475 abitanti al censimento del 2010. Si trova vicino all'incrocio tra la Interstate 8 e la Interstate 10, nel punto intermedio tra Phoenix e Tucson, a circa 60 miglia (97 km) dal centro di entrambe le città. Arizona City è una comunità rurale, prevalentemente residenziale, con un golf club semi-privato e un lago artificiale di 48 acri (19 ettari). Questi attributi rendono la comunità una popolare destinazione di snowbird, con la popolazione che aumenta fino a 5.000 abitanti nei mesi invernali per raggiungere la cifra del censimento di 10.475 abitanti.

## Geografia fisica
Arizona City è situata a 32°45′06″N 111°40′45″W (32.751641, −111.679283).
Secondo lo United States Census Bureau, il CDP ha una superficie totale di 16,02 km², dei quali 15,83 km² di territorio e 0,19 km² di acque interne (1,16% del totale).

## Storia
L'area intorno a quella che oggi è conosciuta come Arizona City è stata utilizzata come area di sosta per il gruppo di spedizione di Juan Bautista de Anza, dopo che erano emersi dalla terra degli Apache nel 1775. L'area è considerata una parte ufficiale del Juan Bautista de Anza National Historic Trail. Questo percorso storico inizia nello stato di Sonora, in Messico, e termina al Presidio di San Francisco, in California.
Il census-designated place fu fondato nel 1959 quando Jack McRae, presidente della Arizona City Development Corporation, acquistò e sviluppò 2,5 acri (1 ha) di terreno nella Santa Cruz Valley nell'area che alla fine sarebbe diventata di 6,2 miglio quadro del moderno sito della città. La posizione è stata scelta a causa dell'abbondanza di acque profonde dal fiume Santa Cruz che si trova nella valle. A quel tempo, l'acqua era considerata una delle più pure in Arizona; ogni 14 giorni i campioni venivano inviati al dipartimento della salute dello Stato e sarebbero tornati costantemente classificati al 100% puri. Man mano che la comunità cresceva, un ufficio postale degli Stati Uniti fu fondato il 1º aprile 1962 e Arizona City iniziò ad apparire sugli atlanti stradali di Rand McNally nel 1963. Non si sa come sia stato scelto il nome della comunità.
Di tanto in tanto, più di recente, nel 2007, sono stati fatti tentativi di trasformazione in comune, ma finora sono stati sempre sconfitti alle urne, tranne che per il primo sforzo all'inizio degli anni 1980, che è riuscito nelle urne, ma è stato rovesciato in tribunale perché non c'erano abbastanza residenti in quel momento per il riconoscimento di status di Comune.
L'area di Arizona City e dintorni conteneva alcuni dei 272 concreti Corona Satellite Calibration Targets, che sono stati utilizzati per calibrare le telecamere sui satelliti del Corona Satellite Program che è durato dal 1959 al 1972. Questi satelliti sono stati utilizzati per lo spionaggio nell'Unione Sovietica (URSS) e nella Repubblica Popolare Cinese durante la guerra fredda. Molti di questi sono stati rimossi, ma uno esiste ancora all'angolo tra West Alsdorf Road e South Sunland Gin Road nel centro della comunità.

## Società

### Evoluzione demografica
Secondo il censimento del 2010, la popolazione era di 10.475 abitanti.

### Etnie e minoranze straniere
Secondo il censimento del 2010, la composizione etnica del CDP era formata dal 73,65% di bianchi, il 4,16% di afroamericani, il 3,47% di nativi americani, lo 0,53% di asiatici, lo 0,21% di oceanici, il 13,42% di altre razze, e il 4,54% di due o più etnie. Ispanici o latinos di qualunque razza erano il 34,21% della popolazione.